# Le Truc de Rigadin
Pour plus de détails, voir Fiche technique et Distribution.
Le Truc de Rigadin est un film muet français réalisé par Georges Monca, sorti en 1911.

## Fiche technique
- Titre : Le Truc de Rigadin
- Réalisation : Georges Monca
- Scénario : Gabriel Timmory
- Photographie :
- Montage :
- Société de production : Société cinématographique des auteurs et gens de lettres (S.C.A.G.L)
- Société de distribution : Pathé Frères
- Pays d'origine :  France
- Langue : film muet avec les intertitres en français
- Métrage : 185 mètres
- Format : Noir et blanc — 35 mm — 1,33:1 — Muet
- Genre :  Comédie
- Durée : 6 minutes
- Dates de sortie : 
  - France : 3 mai 1911

## Distribution
- Charles Prince : Rigadin
- André Simon
- Léontine Massart
- Paul Calvin
- Andrée Marly
- Georges Coquet
- Andrée de Beaumont
- Louis Brunais
- Paul Chartrettes
- Auguste Darville
- Bessy
- Benoît
- Eygen